# Paraniputhur
Paraniputhur es una ciudad censal situada en el distrito de Kanchipuram en el estado de Tamil Nadu (India). Su población es de 15225 habitantes (2011). Se encuentra a 18 km de Chennai y a 53 km de Kanchipuram. Forma parte del área metropolitana de Chennai.

## Demografía
Según el censo de 2011 la población de Paraniputhur era de 15225 habitantes, de los cuales 7685 eran hombres y 7540 eran mujeres. Paraniputhur tiene una tasa media de alfabetización del 87,25%, superior a la media estatal del 80,09%: la alfabetización masculina es del 92,42%, y la alfabetización femenina del 82,02%.